# Viaduc de Mussy
Der Viaduc de Mussy ist eine aus 18 Natursteinbögen bestehende Eisenbahnbrücke auf der Bahnstrecke von Paray-le-Monial nach Givors-Canal. Die Brücke steht in der Nähe der Gemeinde Mussy-sous-Dun im französischen Département Saône-et-Loire.

## Beschreibung
Der Viadukt hat eine Länge von 561 m und eine maximale Höhe von 60 m. Die Öffnungsweite der stets gleichen Steinbögen beträgt 25 m. Zum Bau wurden 75.000 m³ Baumaterialien, insbesondere Bruchstein und Quaderstein, benötigt. Der Entwurf stammt von den beiden Ingenieuren Jean Eugène Pouthier und Geoffry, Letzterer hat auch den alten Pont de la Jonelière in Nantes geplant.
Die über die Brücke führende Bahnstrecke ist nicht-elektrifiziert und heute eingleisig. Wegen geringen Verkehrsaufkommens wurde sie 1997/98 von ursprünglich zweigleisig zurückgebaut. Der Viadukt überspannte das Tal der Mussy, einem Nebenfluss der Sornin, die wiederum bei Pouilly-sous-Charlieu in die Loire mündet. Am nördlichen Ende der Brücke liegt die kleine Gemeinde Mussy-sous-Dun. Die Bahnstrecke hat dort einen Haltepunkt und verläuft danach in dem 151 m langen „Tunnel de Mussy“.
Seit 1984 ist die Brücke ein eingetragenes („inscrit“) historisches Denkmal. Das Bauwerk zählt zu den beliebten Touristenattraktion in der Region.

## Geschichte
Bei der Planung der Streckenführung im ausgehenden 19. Jahrhundert wollte man aus militärischen Gründen auch den Einsatz von besonders schweren Zügen berücksichtigen. Trotz des zu überwindenden Hügellands in der Region Bourgogne-Franche-Comté wurde die maximale Steigung deshalb auf nur 11 ‰ festgelegt. Dies hatte den Bau von vielen Kunstbauten zur Folge. Die Bauarbeiten am Viadukt begannen im März 1892 und waren im August 1895 beendet. Die gesamte Strecke bis nach Paray-le-Monial wurde 1900 in Betrieb genommen. Auf der Strecke gibt es weitere Viadukte, die in gleicher Weise aus Steinbögen bestehen, jedoch nicht die gleichen Ausmaße haben.

## Galerie

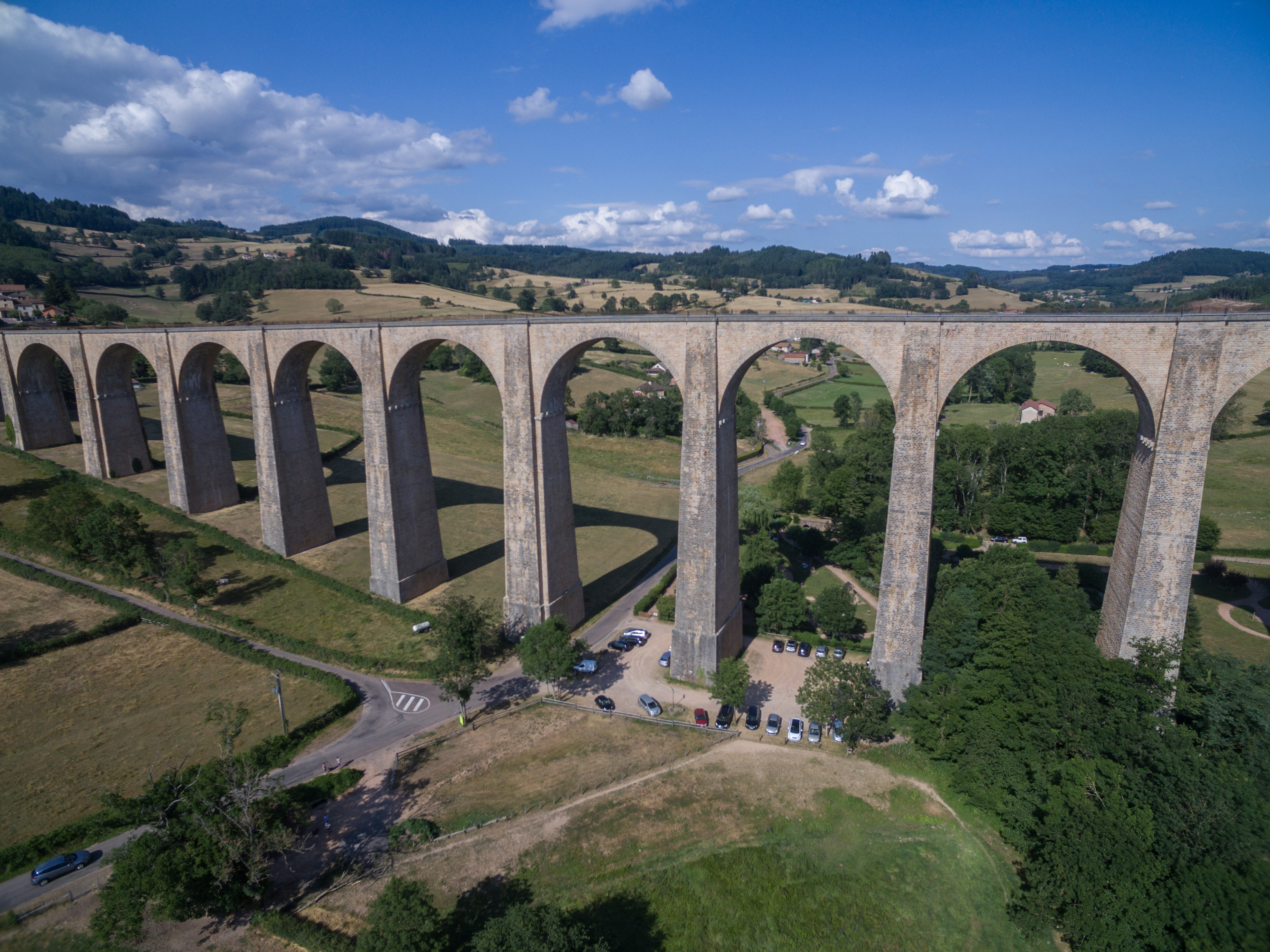
Mittlerer Bogenteil des Bauwerks.
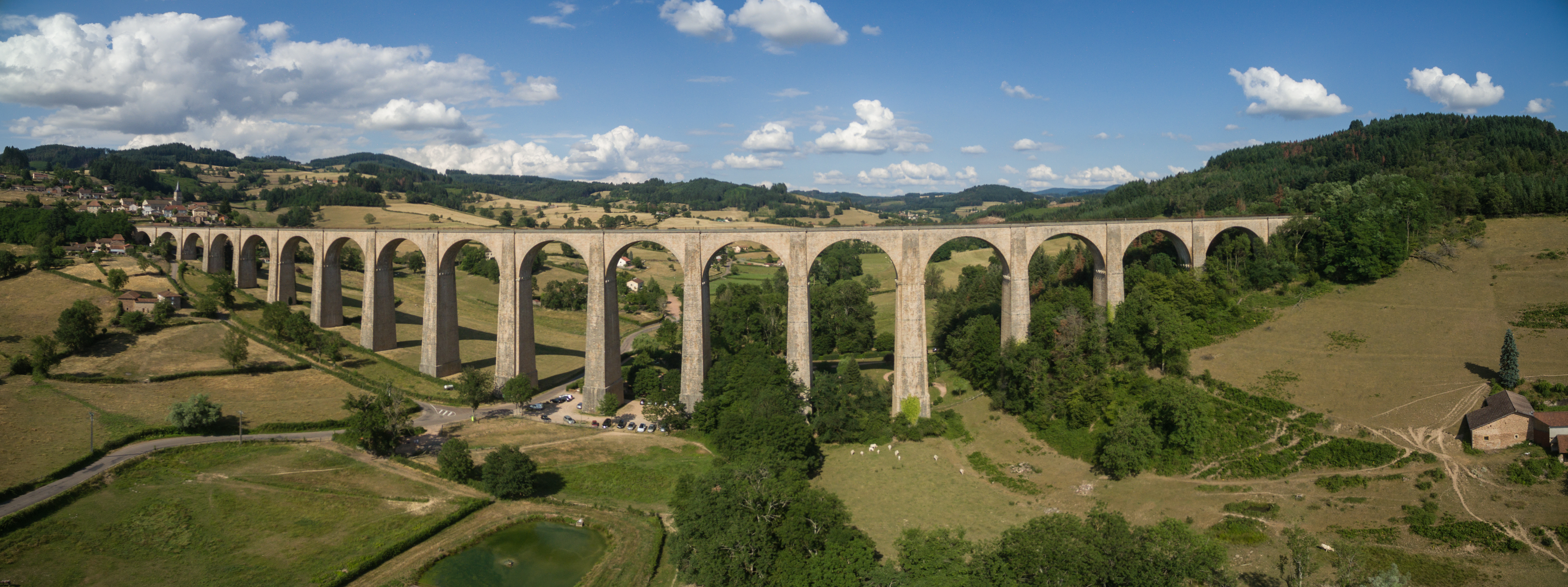
Panoramabild des Tals der Mussy und der Brücke.
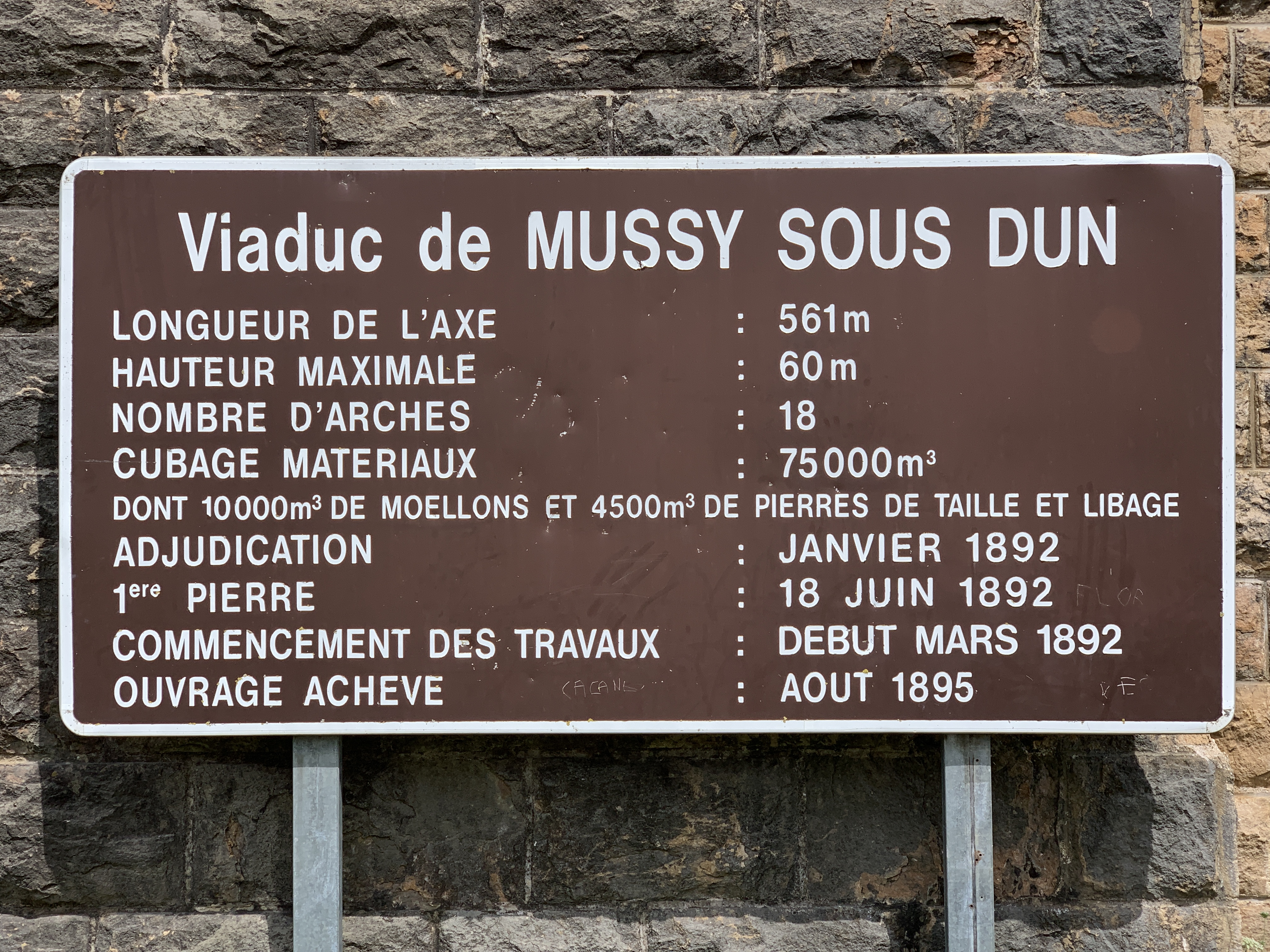
Besuchertafel am Fuß des Viadukts.